# 인비저블 라이프
인비저블 라이프(A Vida Invisivel de Euridice Gusmao, The Invisible Life of Euridice Gusmao)는 독일에서 제작된 카림 아이노우즈 감독의 2019년 드라마 영화이다. 줄리아 스토클러 등이 주연으로 출연하였고 비올라 푸겐 등이 제작에 참여하였다.

## 출연

### 주연
- 줄리아 스토클러
- 캐롤 두아르테

### 조연
- 니콜라스 안투네스
- 안토니오 폰세카
- 그레고리오 뒤비비에르